# Pine Hill, Alabama
Pine Hill är en ort i Wilcox County i delstaten Alabama, USA.